# Bulbophyllum macrobulbum
Bulbophyllum macrobulbum là một loài phong lan thuộc chi Bulbophyllum.